# VEEON
VEEON staat voor Vereniging van Eigenaren en Exploitanten van Overzetveren in Nederland. Is een platform voor eigenaren en exploitanten van veerdiensten.
De VEEON geeft adviezen en verstrekt informatie aan publiek- en privaatrechtelijke instellingen die op enigerlei wijze zijn betrokken oftewel kunnen worden betrokken bij de gang van zaken over zoetwaterveren. De vereniging participeert in overlegorganen en wordt alom gezien als gesprekspartner namens deze veren. Tevens organiseert de VEEON vakopleidingen voor haar leden.— VEEON

## Oprichting
In juli 1963 werd door F.H. Spies, indertijd eigenaar en exploitant van het 'Ingensche veer' (1959-1991), geconstateerd dat er geen bundeling van belangen was voor de overzetveren in Nederland. Hij was van mening dat de kosten zo hoog gestegen waren dat in de toekomst voor veel overzetveren de exploitatie niet meer mogelijk zou zijn. Zijn mening dat de veerdiensten in de toekomst niet meer zonder overheidssteun zouden kunnen blijven varen werd gedeeld door enkele veerexploitanten langs de rivieren de Rijn en Lek.
In 1964 werd de oprichtingsvergadering gehouden, waarbij de statuten en het huishoudelijk reglement werden opgesteld, welke in juni 1965 een Koninklijke Goedkeuring kregen. Het hoofddoel van de Vereniging is het bevorderen van het goed functioneren van de veerdiensten in Nederland.
Ook werden vervolgens de eigenaren van de veerdiensten op de IJssel en de Maas benaderd, waarna ook de veerdiensten uit de andere delen van het land zich aanmeldden, waaronder diverse overheidsveren.

## Bereikte doelen
- De veerdiensten zijn opgenomen in de Wet Uitkering Wegen, waardoor de veerdiensten financiële steun kregen.
- Gelijke regeling voor overzetveren in een groot gedeelte van Nederland.
- De tarieven zijn verhoogd.
- Veerdiensten hoeven geen BTW te berekenen.
- Pontveren met een kabel mogen onder bepaalde omstandigheden met één persoon varen.

In 2011 is de VEEON een samenwerkingsverband aangegaan met Kantoor Binnenvaart, welke brancheorganisatie voor de binnenvaart inmiddels is vervangen door de Binnenvaart Branche Unie (BBU).